# Hackenheim
Hackenheim ist eine vom Weinbau geprägte Ortsgemeinde im Landkreis Bad Kreuznach in Rheinland-Pfalz. Sie gehört der Verbandsgemeinde Bad Kreuznach an.

## Geographie
Auf dem 220 m ü. NHN hohen Kirchberg hat man eine gute Aussicht auf den Hunsrück, das Rhein-Nahe-Eck bis hinein aufs Rüdesheimer Rottland, auf dem das Niederwalddenkmal thront. Dahinter setzt sich das Rheingaugebirge als Teil des Taunus fort mit der Kalten Herberge und der Hohen Kanzel oberhalb von Wiesbaden. Dahinter sieht man das Feldberggebiet mit dem Kleinen Feldberg, dem Großen Feldberg und dem Altkönig. Richtung Osten blickt man über die Hügel der Rheinhessischen Schweiz an klaren Tagen bis zum Odenwald.
Zu Hackenheim gehören auch die Wohnplätze Antoniushof, Bonnheimer Hof, Darmstädter Hof, Im Rosengarten, Weingut Rosenhof und Weingut Böhlinger Hof.

## Geschichte
Hackenheim war Teil der Grafschaft Sponheim. Nach dem Aussterben der Grafen von Sponheim war das Territorium in geteiltem, mehrfach wechselndem Besitz. Ab 1707 gehörte Hackenheim vollständig zur Kurpfalz.
Während der sogenannten Franzosenzeit war der Ort dem Kanton Wöllstein im Departements Donnersberg zugeordnet. Aufgrund der 1815 auf dem Wiener Kongress getroffenen Vereinbarungen und einem 1816 zwischen Hessen, Österreich und Preußen geschlossenen Staatsvertrag kam die Region und damit auch die Gemeinde Hackenheim zum Großherzogtum Hessen und wurde von diesem der Provinz Rheinhessen zugeordnet. Nach der Auflösung der rheinhessischen Kantone kam der Ort 1835 zum neu errichteten Kreis Bingen und 1852 zum Kreis Alzey.
Bevölkerungsentwicklung
Die Entwicklung der Einwohnerzahl von Hackenheim, die Werte von 1871 bis 1987 beruhen auf Volkszählungen:
| Jahr | Einwohner |
| ---- | --------- |
| 1815 | 253       |
| 1835 | 568       |
| 1871 | 503       |
| 1905 | 770       |
| 1939 | 978       |

| Jahr | Einwohner |
| ---- | --------- |
| 1950 | 1.104     |
| 1961 | 1.135     |
| 1970 | 1.531     |
| 1987 | 1.709     |
| 2005 | 2.019     |

| Jahr | Einwohner |
| ---- | --------- |
| 2011 | 2.071     |
| 2017 | 2.070     |
| 2022 | 2.093     |

## Politik

### Gemeinderat
Der Gemeinderat in Hackenheim besteht aus 16 Ratsmitgliedern, die bei der Kommunalwahl am 9. Juni 2024 in einer personalisierten Verhältniswahl gewählt wurden, und der ehrenamtlichen Ortsbürgermeisterin als Vorsitzender.
Die Sitzverteilung im Gemeinderat:
| Wahl | SPD | CDU | FWG | Gesamt   |
| ---- | --- | --- | --- | -------- |
| 2024 | 3   | 6   | 7   | 16 Sitze |
| 2019 | 2   | 5   | 9   | 16 Sitze |
| 2014 | 3   | 6   | 7   | 16 Sitze |
| 2009 | 2   | 5   | 9   | 16 Sitze |
| 2004 | 2   | 5   | 9   | 16 Sitze |

- FWG = Freie Wählergemeinschaft Hackenheim e. V.

### Bürgermeister
Marion Eckart (FWG) wurde am 14. Dezember 2023 Ortsbürgermeisterin von Hackenheim, nachdem sie durch den Rat gewählt worden war. Bei der Direktwahl am 9. Juni 2024 wurde sie als einzige Bewerberin mit einem Stimmenanteil von 84,5 % für weitere fünf Jahre in ihrem Amt bestätigt.
Eckarts Vorgänger Achim Enders (FWG) hatte das Amt am 12. Mai 2022 erneut übernommen, nachdem er es bereits von 2004 bis 2009 ausgeübt hatte. Zum 31. August 2023 legte Enders das Ehrenamt aus persönlichen Gründen vorzeitig nieder. Nach der ersten Amtszeit Enders hatte Sylvia Fels (FWG) die Aufgabe am 9. Juli 2009 von ihm übernommen. Nach zwei Wiederwahlen in den Jahren 2014 und 2019 kündigte sie Anfang 2022 an, ihr Amt aus gesundheitlichen Gründen spätestens Ende April niederlegen zu wollen, und Enders übernahm nochmals für mehr als ein Jahr. Vor Enders und Fels übte Willi Kaul (CDU) das Amt bis 2004 über einen Zeitraum von 25 Jahren aus.

### Wappen
| Wappen von Hackenheim | Blasonierung: „Im Schildfuß ein geteiltes Wappen. Die obere Hälfte ist von Blau und Gold geschacht. In der unteren Hälfte in Grün zwei gekreuzte silberne Hacken. Über diesem Schild vor blauem Himmel die silberne Ganz-Figur des heiligen Michael als Drachentöter.“ |
| Wappen von Hackenheim | Wappenbegründung: Die Hacken verweisen redend auf den Ortsnamen. Die Farben Blau und Gold geschacht entstammen dem Wappen der Grafen von Sponheim. Michael ist der Patron der Ortskirche. Es wurde 1953 vom rheinland-pfälzischen Innenministerium genehmigt.          |

### Partnerschaften
Die Gemeinde unterhält partnerschaftliche Beziehungen zu Tossiat in Frankreich.

## Kultur und Sehenswürdigkeiten

### Bauwerke
Siehe: Liste der Kulturdenkmäler in Hackenheim

### Feste
Neben dem Weinfest der Verbandsgemeinde Bad Kreuznach, das jedes Jahr im Juni in einer der dazugehörigen Gemeinden stattfindet, gibt es seit 2004 das „Rendezvous am Kapellsche“. Das Weinfest auf dem Kirchberg findet immer im Juli statt. Außerdem findet im September jeden Jahres die Kirmes (Kerb) statt. Der Sportverein TuS Hackenheim veranstaltet jedes Jahr in der Nacht zum Tag der Deutschen Einheit die Kölschstandparty. Der Musikverein organisiert dagegen die „Vati-Party“ am Vatertag.

## Wirtschaft und Infrastruktur

### Weinbau
Hackenheim gehört zum „Weinbaubereich Bingen“ im Anbaugebiet Rheinhessen. Im Ort sind 14 Weinbaubetriebe tätig, die bestockte Rebfläche beträgt 146 Hektar. Etwa 72 % des angebauten Weins sind Weißweinrebsorten (Stand 2007). Im Jahre 1979 waren noch 47 Betriebe tätig, die damalige Rebfläche betrug 127 Hektar.

### Verkehr
- Hackenheim liegt direkt an der Bundesstraße 428, der Autobahnzubringer zur A 61 und A 63 liegt ca. 5 km entfernt.
- Im nahegelegenen Bad Kreuznach halten Züge der Alsenztalbahn und der Nahetalbahn.

### Bildung
- Kindergarten
- Grundschule Hackenheim
- Volksbildungswerk Hackenheim